# منتخب إسبانيا تحت 20 سنة لكرة الطائرة للسيدات
منتخب إسبانيا تحت 20 سنة لكرة الطائرة للسيدات هو ممثل إسبانيا الرسمي في المنافسات الدولية في كرة طائرة في فئة كرة الطائرة للسيدات تحت 20 سنة.